# Michael Lang (fotbollsspelare)
Michael Rico Lang, född 8 februari 1991, är en schweizisk fotbollsspelare som spelar för Basel. Han representerar även det schweiziska landslaget.

## Klubbkarriär
Den 29 juni 2018 värvades Lang av tyska Borussia Mönchengladbach, där han skrev på ett fyraårskontrakt. Den 29 augusti 2019 lånades Lang ut till Werder Bremen på ett låneavtal över säsongen 2019/2020. Den 19 juli 2021 blev Lang klar för en återkomst i Basel.

## Landslagskarriär
Lang var med i Schweiz trupp vid fotbolls-VM 2014.